# Limnophila (Limnophila) varicornis
Limnophila (Limnophila) varicornis is een tweevleugelige uit de familie steltmuggen (Limoniidae). De soort komt voor in het Palearctisch en Oriëntaals gebied.